# Voo Cape Air 2072
O Voo Cape Air 2072 foi um voo doméstico americano de passageiros do Aeroporto Internacional Boston-Logan para o Aeroporto Municipal de Provincetown. Com um tripulante e seis passageiros a bordo, a aeronave caiu em árvores após uma tentativa de pouso em Provincetown. Todos os sete ocupantes ficaram feridos, porém não houve fatalidades.